# SEX MACHINEGUN
『SEX MACHINEGUN』（セックス・マシンガン）は、SEX MACHINEGUNSの1枚目のスタジオ・アルバム。

## 概要
SEX MACHINEGUNSのデビュー・アルバム。
特殊な音楽と思われていたヘヴィメタルを一般層にまで知らしめた作品である。
初回限定盤はジャケット特別仕様である。
2012年1月25日に東芝EMI時代に行われた企画「EMI ROCKS The First」第3弾の、「プライム・ライン1,500円」として再発売された。

## 収録曲
（全作詞・作曲：Anchang / 全編曲：SEX MACHINEGUNS）
1. SEX MACHINEGUN
1stシングル「HANABI-la大回転」カップリング。シングル版とは異なり新たなイントロが追加された(96年発売のオムニバスアルバム『新宿ゴールデンポップカーニバル』収録版のものに近い)。
アウトロが次曲に繋がっている。
2. JAPAN
3. SCORPION DEATH ROCK
4. DEVIL WING
5. 桜島
6. High Speed SAMURAI
7. ファミレス・ボンバー
8. 犬の生活
9. HANABI-la大回転
1stシングル。
10. BURN 〜愛の炎を燃やせ〜
2ndシングル。